# Юншоу
Юншо́у (кит. упр. 永寿, пиньинь Yǒngshòu) — уезд городского округа Сяньян провинции Шэньси (КНР). Название уезда происходит от названия деревни Юншоу, которая в свою очередь была названа в честь источника Юншоуцюань.

## История
При империи Западная Хань эти места входили в состав уезда Цисянь (漆县). Во времена диктатуры Ван Мана он был переименован в Цичжи (漆治县), но при империи Восточная Хань уезду было возвращено прежнее название.
В первой половине I тысячелетия эти места были разделены между несколькими уездами. При империи Западная Вэй в 548 году был создан уезд Гуаншоу (广寿县). В 558 году власти уезда переехали в деревню Юншоуцунь, и уезд был переименован в Юншоу. При империи Суй в 583 году уезд был присоединён к уезду Синьпин (新平县).
При империи Тан в 619 году уезд Юншоу был создан вновь.
После основания империи Сун уезд был переименован в Чаншоу (长寿县), но затем ему было возвращено прежнее название.
После монгольского завоевания в 1268 году к уезду Юншоу был присоединён уезд Шанъи (上宜县).
В 1950 году был создан Специальный район Баоцзи (宝鸡专区), и уезд вошёл в его состав. В 1956 году Специальный район Баоцзи был расформирован, и уезд стал подчиняться напрямую властям провинции. В 1958 году уезд Юншоу был присоединён к уезду Цяньсянь.
В 1961 году был вновь создан Специальный район Сяньян, и восстановленный в прежних границах уезд вошёл в его состав. В 1969 году Специальный район Сяньян был переименован в округ Сяньян (咸阳地区).
В сентябре 1983 года постановлением Госсовета КНР были расформированы округ Сяньян и город Сяньян, и образован городской округ Сяньян.

## Административное деление
Уезд делится на 1 уличный комитет и 6 посёлков.